# Kukuh (Marga)
Kukuh is een bestuurslaag in het regentschap Tabanan van de provincie Bali, Indonesië. Kukuh telt 5284 inwoners (volkstelling 2010).